# Фой, Лидия
Лидия Аннис Фой (англ. Lydia Annice Foy; имя при рождении Донал Марк Фой англ. Donal Mark Foy; род. 23 июля 1947 года; Атай, графство Килдэр; Ирландия) — ирландская транссексуальная женщина, известная своей борьбой за юридическое признание гендерной идентичности в Ирландии. В 1992 году Фой перенесла операцию по коррекции пола и далее в течение 20 лет добивалась того, чтобы её свидетельство о рождении отражало её гендерную идентичность.

## Личная жизнь
По профессии Фой стоматолог. При рождении зарегистрирована с мужским гендерным маркером под именем Донал Марк и воспитывали её как мальчика. У неё было пять братьев и одна сестра.
С раннего детства Фой чувствовала себя девочкой. Получив аттестат об окончании школы, Фой начала подготовку к поступлению в колледж. Год спустя перешла на обучение по профессии стоматолога. Фой получила степень бакалавра в области стоматологической хирургии в 1971 году и начала практику по полученной профессии.
В 1975 году, когда она жила в Атлоне, Фой познакомилась с Энн Нотон. На тот момент Нотон была секретарем и жила в городе Клара в графстве Оффали, и была на восемь лет моложе Фой. 28 сентября 1977 года они поженились в церкви Святых Петра и Павла в Хорслипе. У них было двое детей, первый родился в 1978 году, а второй в 1980 году.

## Коррекция пола
В 1980-х годах Фой начала страдать от физических и психологических проблем. Она посещала психиатра и ей был поставлен диагноз «транссексуализм» и был назначен курс гормонального лечения. Фой посетила еще двух психиатров в Англии, которые поставили ей диагноз «гендерная дисфория».
Затем Фой начала процесс перехода, в том числе она сделала операцию по увеличению груди, операцию по феминизации лица, хондроларингопластику и операцию по феминизации голоса. 25 июля 1992 года Фой перенесла полную, необратимую операцию по коррекции пола в Брайтоне, Англия. Это включало удаление некоторых наружных и внутренних половых органов и вагинопластику. Ирландское Восточное Управление Здравоохранения заплатило £3000 на покрытие стоимости этой процедуры.
Хотя Фой законно сменила свое имя в ноябре 1993 года, смогла получить паспорт, водительские права, медицинскую карту и карточку для голосования под новым именем. Но ее просьба изменить пол в свидетельстве о рождении была отклонена.

## Первое судебное разбирательство

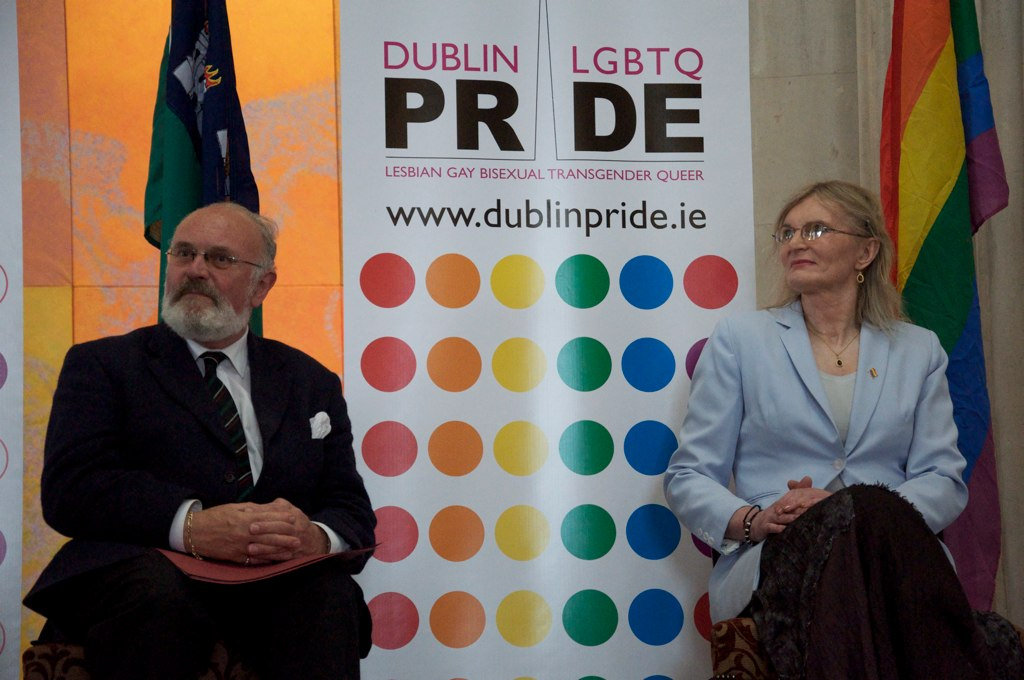
Лидия Фой и сенатор Дэвид Норрис на открытии прайда в Дублине в 2010 году.

Фой подала в суд в апреле 1997 года, с целью оспорить отказ выдать ей новое свидетельство о рождении. Основанием для ее действий послужило утверждение о том, что Закон 1863 года о регистрации рождений и смертей в Ирландии не оправдывает практику использования исключительно биологических показателей, существующих на момент рождения, для определения пола в целях регистрации новорожденных. По словам Фой, она родилась «врожденной женщиной-инвалидом», и ошибка, связанная с записью ее пола в свидетельстве о рождении, не только заставляла её испытывать стыд, но и могла помешать ее конституционным правам, поскольку она не смогла бы когда-либо вступить в брак.
Дело дошло до Высшего суда Ирландии в октябре 2000 года. Бывшая жена Фой и их дочери оспорили ее ходатайство, утверждая, что оно может «негативно сказаться на их правопреемстве и других правах».
Решение оставалось в силе в течение почти двух лет до 9 июля 2002 года, когда судья Лиам МакКечни (англ. Liam McKechnie) отклонил ходатайство Лидии Фой, заявив, что Фой была рождена мужчиной на основании медицинских и научных доказательств и что, соответственно, свидетельство о рождении не может быть изменено. Однако, он выразил обеспокоенность положением транссексуалов в Ирландии и призвал правительство в срочном порядке рассмотреть этот вопрос.

## Второе судебное разбирательство
Всего через два дня после вынесения решения против Фой, Европейский суд по правам человека в Страсбурге рассмотрел аналогичное дело Кристины Гудвин, в котором британская транссексуальная женщина, утверждала, что отказ Соединенного Королевства разрешить ей изменить свое свидетельство о рождении и вступить в брак в качестве женщины, нарушил Европейскую конвенцию о правах человека. Суд заявил, что правительство Великобритании нарушило статьи 8 и 12 Конвенции. В ответ Великобритания приняла Закон о признании гендерной идентичности 2004 года, предусматривающий юридическое признание трансгендерных лиц по их новому или приобретенному полу и выдачу новых свидетельств о рождении, отражающих этот пол.
В 2005 году дело Фой было передано в Высший суд Ирландии для дальнейшего рассмотрения. Тем временем Ирландия приняла Закон о Европейской конвенции о правах человека 2003 года, чтобы придать больший эффект Европейской конвенции о правах человека в ирландском законодательстве. Ссылаясь на это, Фой подала еще одну заявку на новое свидетельство о рождении в ноябре 2005 года, и, когда оно было отклонено, в январе 2006 года она подала новую жалобу в Высший суд, ссылаясь на решение по делу Гудвин, вынесенное Европейским судом по правам человека. Это разбирательство было объединено с предыдущим делом, и МакКечни вновь рассмотрел это дело. 19 октября 2007 года суд признал, что Ирландия нарушает Европейскую конвенцию о правах человека и постановил издать первую декларацию о несовместимости ирландского и европейского законодательств. По словам судьи Лиама МакКечни, положения статьи 8 Конвенции, защищающие право Фой на уважение частной жизни, были нарушены, когда государство не смогло «обеспечить признание ее женской идентичности». Он также выразил разочарование по поводу неспособности ирландского правительства предпринять какие-либо шаги по улучшению положения транссексуалов после его предыдущего решения в 2002 году.

## Влияние на законодательство
Хотя эти проблемы были подняты в ходе парламентских дебатов, решения не было принято. Декларация о несовместимости не может отменять национальное законодательство, но возлагает ответственность на правительство по согласованию ирландского и европейского законодательства.
5 января 2009 года Томас Хаммарберг, комиссар по правам человека Совета Европы, заявил в отношении трансгендерного сообщества и, в частности, Фой, что «нет никаких оправданий тому, чтобы немедленно не предоставить этому сообществу их полные и безоговорочные права».

## Правительственный вызов
21 июня 2010 года ирландское правительство, первоначально оспаривавшее постановление 2007 года, отозвало свою апелляцию и учредило межведомственный комитет по правовому признанию транссексуалов. Отчет этой консультативной группы по гендерному признанию был опубликован в июле 2011 года и рекомендовал принять законы по признанию транссексуалов. Министр социальной защиты Джоан Бертон заявила, что правительство примет закон о признании гендера как можно скорее, но к февралю 2013 года никакого закона принято не было.

## Третье судебное разбирательство
27 февраля 2013 года бесплатный юридический консультационный центр, чьими услугами пользовалась Лидия Фой, объявил, что она инициировала новое разбирательство в Верховном суде Ирландии, добиваясь постановлений, требующих от правительства принять решение по решению судьи МакКечни в 2007 году и дать ей возможность получить новое свидетельство о рождении, признавая ее женский пол.

## Прочие достижения
- В 1997 году Лидия вырастила самую большую наперстянку в своем саду[25].
- В 2011 году она снялась в документальном фильме «Меня зовут Лидия Фой»[26].